# Sam Trickett
Samuel „Sam“ Trickett (* 2. Juli 1986 in East Retford, Nottinghamshire) ist ein professioneller britischer Pokerspieler aus England.
Trickett hat sich mit Poker bei Live-Turnieren mehr als 21,5 Millionen US-Dollar erspielt und ist damit der zweiterfolgreichste britische Pokerspieler. Er gewann bei der Aussie Millions Poker Championship 2011 die A$100.000 Challenge und 2013 die A$250.000 Challenge sowie 2011 das Main Event der Partouche Poker Tour. Beim Big One for One Drop belegte er 2012 den mit über 10 Millionen US-Dollar dotierten zweiten Rang.

## Persönliches
Trickett plante eine Fußballkarriere und spielte für Hartlepool United, bis er seine Karriere aufgrund einer Knieverletzung 2005 beenden musste. Er ist gelernter Gasinstallateur. Der Brite ist seit 2016 mit der als Schauspielerin und Model arbeitenden Mieke Dockley verheiratet. Die beiden wurden 2020 Eltern eines Sohnes und leben in Nottingham.

## Pokerkarriere

### Werdegang
Sam Trickett begann nach seiner Karriere als Fußballspieler im Jahr 2005 mit Poker. Er spielte zunächst nur online Sit and Gos mit niedrigem Buy-in. Dafür verwendete er die Nicknames tr1cky7 (PokerStars) und S3 TRX (Full Tilt Poker). Von November 2016 bis April 2021 wurde der Brite von partypoker gesponsert und spielte auf der Plattform als SamTrickett.
Seine erste Geldplatzierung bei einem Live-Turnier erzielte Trickett im Mai 2007 in Nottingham. Ende Juni 2008 war er erstmals bei der World Series of Poker (WSOP) im Rio All-Suite Hotel and Casino am Las Vegas Strip erfolgreich und belegte bei einem Event der Variante No Limit Hold’em den vierten Platz für knapp 250.000 US-Dollar Preisgeld. Im August 2008 gewann er das Main Event der Grosvenor UK Poker Tour in Luton mit einer Siegprämie von knapp 110.000 britischen Pfund, zu diesem Zeitpunkt umgerechnet rund 215.000 US-Dollar. Im Juni 2010 erreichte der Brite seinen ersten WSOP-Finaltisch und belegte bei einem Event hinter Jason DeWitt den zweiten Platz für mehr als 500.000 US-Dollar. Anfang September 2010 saß Trickett am Finaltisch des Main Events der European Poker Tour (EPT) im portugiesischen Vilamoura und erhielt für seinen vierten Platz knapp 140.000 Euro Preisgeld. Ende Januar 2011 spielte er bei der Aussie Millions Poker Championship in Melbourne. Dort gewann der Brite die A$100.000 Challenge mit einer Siegprämie von mehr als 1,5 Millionen Australischen Dollar und landete nur fünf Tage später bei der A$250.000 Challenge hinter Erik Seidel auf dem zweiten Platz für 1,4 Millionen Australische Dollar. Mitte September 2011 sicherte sich Trickett den Sieg beim Main Event der Partouche Poker Tour in Cannes mit einem Hauptpreis von einer Million Euro. Am Jahresende wurde der Brite als Global Poker Index Player of the Year 2011 ausgezeichnet. Im Juli 2012 nahm er am Big One for One Drop der WSOP teil, das einen Buy-in von einer Million US-Dollar erforderte. Trickett erreichte den Finaltisch und erhielt, nachdem er das Heads-Up gegen Antonio Esfandiari verloren und damit den zweiten Platz belegt hatte, ein Preisgeld von mehr als 10 Millionen US-Dollar. Anfang September 2012 wurde der Brite bei einem Super High Roller in Macau Siebter für umgerechnet rund eine Million US-Dollar. Anfang Februar 2013 gewann er die A$250.000 Challenge der Aussie Millions mit einer Siegprämie von 2 Millionen Australischen Dollar. Mitte August 2014 belegte Trickett beim EPT Super High Roller in Barcelona den vierten Platz und erhielt ein Preisgeld von knapp 300.000 Euro. Von April bis November 2016 spielte er als Teil der London Royals in der Global Poker League und kam mit seinem Team bis in die Playoffs. Im November 2017 wurde er beim Super High Roller der partypoker Caribbean Poker Party in Punta Cana Dritter für 165.000 US-Dollar. Im Oktober 2019 belegte der Brite beim Platinum High Roller der World Series of Poker Europe im King’s Resort in Rozvadov den zweiten Platz und sicherte sich ein Preisgeld von knapp 370.000 Euro. Bei der partypoker Live Millions Super High Roller Series in Sotschi gewann er im März 2020 das zweite Event mit einer Siegprämie von 435.000 US-Dollar. Seitdem erzielte Trickett bis dato keine weitere Geldplatzierung.

### Preisgeldübersicht
Mit erspielten Preisgeldern von über 21,5 Millionen US-Dollar ist Trickett nach Stephen Chidwick der zweiterfolgreichste britische Pokerspieler.
| Jahr   | Preisgeld (in $) | Turniersiege |
| ------ | ---------------- | ------------ |
| 2007   | 42.336           | 2            |
| 2008   | 503.133          | 3            |
| 2009   | 95.487           | 3            |
| 2010   | 1.071.356        | 1            |
| 2011   | 4.598.038        | 2            |
| 2012   | 11.166.187       | 0            |
| 2013   | 2.407.049        | 3            |
| 2014   | 665.911          | 0            |
| 2015   | 13.846           | 0            |
| 2016   | 24.371           | 0            |
| 2017   | 209.196          | 0            |
| 2018   | 49.346           | 0            |
| 2019   | 497.837          | 0            |
| 2020   | 435.000          | 1            |
| gesamt | 21.779.093       | 15           |